# Catholic School Girls Rule
Catholic School Girls Rule è una canzone dei Red Hot Chili Peppers. Si tratta del terzo singolo estratto dal loro secondo album in studio, Freaky Styley (1985).

## La canzone
La canzone prende in giro le presunte abitudini sregolate delle studentesse delle scuole cattoliche. È accompagnata da un riff veloce di basso, scandito da Flea, e da un drumming altrettanto rapido.

## Formazione
- Anthony Kiedis - voce
- Hillel Slovak - chitarra, cori
- Flea - basso, cori
- Cliff Martinez - batteria

## Il video
Un video per la canzone fu girato da un amico del gruppo, Dick Rude, ma non fu mai mandato in onda né edito a causa di una scena di nudo. Apparve solo su Playboy Channel.